# Gyula Horgos
Gyula Horgos (* 22. Juli 1920 in Nagyvárad, Kreis Bihor, Rumänien; † 11. Juni 1994 in Budapest) war ein ungarischer Politiker der Partei der Ungarischen Werktätigen MDP (Magyar Dolgozók Pártja) sowie schließlich der Ungarischen Sozialistischen Arbeiterpartei MSZMP (Magyar Szocialista Munkáspárt), der unter anderem zwischen 1963 und 1975 Minister für Hütten- und Maschinenindustrie war.

## Leben
Horgos, dessen Vater als Schuhmacher und später Triebfahrzeugführer arbeitete, absolvierte nach dem Schulbesuch ein Maschinenbaustudium an der Palatin-Josef-Universität für Technik und Wirtschaftswissenschaften (József Nádor Műszaki és Gazdaságtudományi Egyetemen), das er 1943 abschloss. Anschließend war er als Maschinenbauingenieur bei dem Fahrzeughersteller Manfréd Weiss Stahl- und Metallwerke AG Csepel beschäftigt, ehe er 1949 für eine vierjährige Aspirantur an das Institut für Werkzeugmaschinenindustrie in Moskau ging. 1945 trat er der Kommunistischen Partei KMP (Kommunisták Magyarországi Pártja) bei.
Nach seiner Rückkehr nach Ungarn wurde Horgos 1953 außerplanmäßiger Professor an der Abteilung für Werkzeugmaschinenbau der Fakultät für Maschinenbau der Technischen Universität Budapest BME (Budapesti Műszaki Egyetem), ehe er 1954 Leitender Chefingenieur der Werkzeugmaschinensparte des staatlichen Eisen- und Stahlbetriebes Mátyás Rákosi und dann im Juli 1955 Chefingenieur der Maschinenbauabteilung des Fahrzeugherstellers Csepel wurde.
Am 1. Dezember 1955 wechselte Horgos zunächst in den Staatsdienst und fungierte bis zum 16. April 1957 als Vizepräsident des Nationalen Planungsamtes, kehrte dann aber wieder zu denCsepel Eisen- und Stahlwerken zurück, um dort Technischer Direktor zu werden. 1957 übernahm er außerdem eine Professur an der Technischen Universität Budapest BME. Im Anschluss wurde er am 14. April 1960 zunächst Vize-Minister und dann am 10. Februar 1962 Erster Vize-Minister für Hütten- und Maschinenindustrie. Daneben engagierte er sich zwischen 1961 und 1974 als Vizepräsident der Wissenschaftlichen Gesellschaft der Ingenieure GTE (Gépipari Tudományos Egyesület), deren Vorstand er anschließend seit 1974 angehörte.
Nach einer Umbildung der zweiten Regierung von Ministerpräsident János Kádár übernahm er am 20. März 1963 das Amt des Ministers für Hütten- und Maschinenindustrie (Kohó- és Gépipari Miniszter) und bekleidete dieses auch im Kabinett von Gyula Kállai, im Kabinett von Jenő Fock sowie in der Regierung von Ministerpräsident György Lázár bis zu seiner Ablösung durch Tivadar Nemeslaki am 4. Juli 1975.
Am 28. November 1970 wurde er auf X. Parteikongress zum Mitglied des Zentralkomitees (ZK) der MSZMP gewählt und gehörte diesem bis zum XI. Parteikongress am 22. März 1975 an.

## Veröffentlichungen
- Egységes komplex műszaki és gazdasági szemlélet a gépiparban, 1972
- A kohó- és gépipar eredményei és külgazdasági feladatai, 1974